# 吉祥寺だけが住みたい街ですか?
『吉祥寺だけが住みたい街ですか？』（きちじょうじだけがすみたいまちですか）は、マキヒロチによる日本の漫画作品。『ヤングマガジンサード』（講談社）にて、2015年Vol.4から2018年Vol.11まで連載。マキが講談社の雑誌で執筆するのは、本作が初となる。
2016年10月から12月までテレビドラマが放送された。
続編『それでも吉祥寺だけが住みたい街ですか？』が講談社の漫画アプリおよびウェブコミック配信サイト『コミックDAYS』にて2020年11月17日から連載中。

## あらすじ
東京・吉祥寺に店を構える老舗不動産屋「重田不動産」は吉祥寺で生まれ育った巨漢の双子の姉妹が切り盛りしている。店には成り行きだったり、「住みたい街アンケートで長年一位だった吉祥寺に住む」夢を持った客が足を運ぶが、客の条件や興味や生活スタイルや事情から、吉祥寺でない方が良いと姉妹が判断した客には対しては「都内には吉祥寺以外にあなたにふさわしい街がある」と、客を伴ってその街を訪れ、楽しみながら街の魅力を紹介していく。

## 登場人物
重田富子（しげた とみこ）
姉妹の妹。金髪に染めている。ハードロック好きでジミー・ペイジの大ファン。
重田都子（しげた みやこ）
姉妹の姉。メガネで茶髪。ヘヴィ・メタルや黒魔術を好む。
勲男（いさお）
姉妹の従兄弟で、重田不動産の社員。
御厨三郎（みくりや さぶろう）
亡くなった重田姉妹の父の幼馴染。吉祥寺でパブを経営する。
温井しずか（ぬくい しずか）
重田姉妹の幼馴染。三郎の店でバイトしている。元グラビアアイドルでバツイチ。

## コラボレート
『ヤングマガジンサード』2017年Vol.3では、マキの作品『いつかティファニーで朝食を』とコラボレート。『いつかティファニーで朝食を』の主人公の佐藤麻里子がゲストキャラとして登場している。
2017年2月13日、不動産情報サービスのアットホームとタイアップが企画され、アットホームの特設ページ上にて、本作の重田不動産が会社情報を掲載している。
2017年12月、単行本第5巻が発売されたことを記念し、東京のDAILY COFFEE STANDにてコラボフェアが開催。DAILY COFFEE STANDは第21話に登場しているカフェである。コラボフェアでは、同店にて複製原画が展示されている。

## 書誌情報
- マキヒロチ『吉祥寺だけが住みたい街ですか？』講談社〈ヤンマガKCスペシャル〉、全6巻
  1. 2015年11月9日発売[7][講 1]、ISBN 978-4-06-382681-4
    - 扱われた街 - 雑司が谷、五反田、錦糸町、駒沢大学（駒沢大学駅、駒沢）、中野

  2. 2016年3月9日発売[8][講 2]、ISBN 978-4-06-382756-9
    - 扱われた街 - 秋葉原、蔵前、経堂、神楽坂

  3. 2016年10月6日発売[9][講 3]、ISBN 978-4-06-382851-1
    - 扱われた街 - 恵比寿、十条、福生（福生市）、武蔵境、武蔵野美術大学、上野、国立国会図書館、茗荷谷（茗荷谷駅）

  4. 2017年4月7日発売[講 4]、ISBN 978-4-06-382959-4
    - 扱われた街 - 大森、池袋、高田馬場、渋谷（奥渋）、二子玉川、北千住

  5. 2017年12月6日発売[6][講 5]、ISBN 978-4-06-510528-3
    - 扱われた街 - 野方、水道橋、鎌倉、東雲、常盤平、高島平

  6. 2018年12月20日発売[講 6]、ISBN 978-4-06-513555-6
    - 扱われた街 - 松陰神社前（若林）、蒲田、千駄ヶ谷、砂町
- マキヒロチ『それでも吉祥寺だけが住みたい街ですか？』講談社〈ヤンマガKCスペシャル〉、既刊1巻（2021年10月20日現在）
  1. 2021年10月20日発売[10][講 7]、ISBN 978-4-06-523997-1
    - 扱われた街 - 日本橋浜町、高円寺、湯島、立川（立川駅）

## テレビドラマ
2016年10月15日未明（14日深夜）から12月24日未明（23日深夜）までテレビ東京において、毎週土曜 0:52 - 1:23（金曜深夜）に放送された。マキの作品のドラマ化は『いつかティファニーで朝食を』（日本テレビ）に次ぐ2作目。
番組は大きく3部構成であり、前半は各回、「吉祥寺に住みたい客」としてゲストを迎える。原作では客はほとんど女性だが、ドラマでは男性の客も登場する。中盤には勲男と又吉直樹（ピース=本人役）の物件探しのやり取りを描いたもの、後半は主人公の重田姉妹が、居酒屋のオーナー・御厨と店員の温井とこの日のドラマの内容についてフリートーク形式で振り替えるコーナーとなっている。

### キャスト
- 重田富子 - 大島美幸（森三中）[3]
- 重田都子 - 安藤なつ（メイプル超合金）[3]
- 勲男 - 浅香航大[11]
- 又吉直樹 - 又吉直樹[11]
  - 又吉はドラマオリジナルキャラ。姉妹に物件探しを依頼しており、度々店を訪れる。
- 温井しずか - ちすん[11]
- 御厨三郎 - 田口トモロヲ[11]

### ゲスト
第1話
- 藤井さとみ - 山田真歩

第2話
- 今村貴子 - 趣里
- 中尾冴子 ‐ 川面千晶

第3話
- 三木治 - 忍成修吾

第4話
- 友部麻衣子 - 西田尚美

第5話
- 橋本里名 - 中村映里子

第6話
- 北井朝彦 - 森永悠希

第7話
- マエル・コラン - ブライアリー・ロング

第8話
- 小野田陽子 - 黒川芽以
- 通行人X - 栗原類

第9話
- 斉田絵里 - 柳英里紗

第10話
- 岩倉亜季 - 浅見れいな
- 楳図かずお - 楳図かずお

最終話
- 新間恵那 - 佐藤玲

### スタッフ
- 脚本 - 山田あかね、望月一扶
- 監督 - 菅井祐介、望月一扶、ペヤンヌマキ
- 音楽 - さいとうりょうじ
- オープニングテーマ - あいみょん「生きていたんだよな」（unBORDE / ワーナーミュージック・ジャパン）
- エンディングテーマ - EGO-WRAPPIN'「That's What I Need」（トイズファクトリー）[11]
- チーフプロデューサー - 大和健太郎（テレビ東京）
- プロデューサー - 五箇公貴（テレビ東京）[3]、田川友紀
- アソシエイトプロデューサー - 浅野太（テレビ東京）
- コンテンツプロデューサー - 渡邊愛美（テレビ東京）
- タイトルバック - 松井悟、ニック・スミス
- 制作 - テレビ東京 / テレコムスタッフ
- 製作 - 「吉祥寺だけが住みたい街ですか？」製作委員会

### 放送日程
| 各話   | 放送日          | サブタイトル                   | 訪れた街 | 脚本       | 監督         |
| ------ | --------------- | ------------------------------ | -------- | ---------- | ------------ |
| 第1話  | 2016年 10月15日 | 吉祥寺だけが住みたい街ですか？ | 雑司ヶ谷 | 山田あかね | 菅井祐介     |
| 第2話  | 10月22日        | 転職ガール                     | 五反田   | 山田あかね | 菅井祐介     |
| 第3話  | 10月29日        | 代謝していこう                 | 神楽坂   | 山田あかね | 望月一扶     |
| 第4話  | 11月05日        | 始められる場所                 | 秋葉原   | 山田あかね | 望月一扶     |
| 第5話  | 11月12日        | 本当に欲しいもの               | 中野     | 山田あかね | ペヤンヌマキ |
| 第6話  | 11月19日        | 出会いの街                     | 恵比寿   | 山田あかね | ペヤンヌマキ |
| 第7話  | 11月26日        | のんびりタウン                 | 十条     | 山田あかね | 菅井祐介     |
| 第8話  | 12月03日        | 東京のブルックリン             | 蔵前     | 山田あかね | 菅井祐介     |
| 第9話  | 12月10日        | 帰りたい街                     | 経堂     | 望月一扶   | 望月一扶     |
| 第10話 | 12月17日        | 編集長さん                     | 錦糸町   | 望月一扶   | 望月一扶     |
| 最終話 | 12月24日        | 東京に住む理由                 | 大森     | 山田あかね | 菅井祐介     |

### 放送局
| 放送対象地域 | 放送局                | 系列           | 放送期間                       | 放送曜日・時間               |
| ------------ | --------------------- | -------------- | ------------------------------ | ---------------------------- |
| 関東広域圏   | テレビ東京 【制作局】 | テレビ東京系列 | 2016年10月15日 - 12月24日      | 土曜 0:52 - 1:23（金曜深夜） |
| 北海道       | テレビ北海道          | テレビ東京系列 | 2016年10月15日 - 12月24日      | 土曜 0:52 - 1:23（金曜深夜） |
| 大阪府       | テレビ大阪            | テレビ東京系列 | 2016年10月15日 - 12月24日      | 土曜 0:52 - 1:23（金曜深夜） |
| 福岡県       | TVQ九州放送           | テレビ東京系列 | 2016年10月15日 - 12月24日      | 土曜 0:52 - 1:23（金曜深夜） |
| 和歌山県     | テレビ和歌山          | 独立局         | 2016年10月29日 - 2017年1月14日 | 土曜 23:30 - 翌0:00          |
| 青森県       | 青森テレビ            | TBS系列        | 2016年11月2日 - 2017年1月18日  | 水曜 0:43 - 1:13（火曜深夜） |
| 石川県       | テレビ金沢            | 日本テレビ系列 | 2016年11月24日 - 2017年2月9日  | 木曜 0:59 - 1:34（水曜深夜） |
| 愛知県       | テレビ愛知            | テレビ東京系列 | 2016年12月9日 - 2017年2月24日  | 金曜 1:00 - 1:30（木曜深夜） |
| 福島県       | 福島中央テレビ        | 日本テレビ系列 | 2017年2月1日 - 4月12日         | 水曜 1:29 - 1:59（火曜深夜） |
| 日本全域     | BSジャパン            | BS放送         | 2017年4月3日 - 6月19日         | 月曜 0:35 - 1:05（日曜深夜） |